# Tsaranemura culminalis
Tsaranemura culminalis är en bäcksländeart som beskrevs av Renaud Maurice Adrien Paulian 1951. Tsaranemura culminalis ingår i släktet Tsaranemura och familjen Notonemouridae. Inga underarter finns listade i Catalogue of Life.